# スティーブン・R・コヴィー
スティーブン・リチャーズ・コヴィー（Stephen Richards Covey, 1932年10月24日 - 2012年7月16日）は、アメリカ合衆国ユタ州ソルトレイクシティ生まれの作家、経営コンサルタント。

## 略歴
1952年、ユタ大学卒業。1957年ハーバード・ビジネス・スクールでMBA取得。
1976年、ブリガムヤング大学にて博士号取得。
ブリガムヤング大学で、学長補佐、および経営管理と組織行動学の教授を務める。
フランクリン・コヴィー社（本社アメリカ）の共同創設者であり副会長。
"The 7 Habits of Highly Effective People"日本語訳は『完訳 7つの習慣 -人格主義の回復』の著者として世界的に有名。
英国『エコノミスト』誌によれば、コヴィーは今、世界で最も大きな影響力を持つ経営コンサルタントとされている。妻サンドラ・メリル・コヴィとユタ州プロボに在住。9人の子供と36人の孫を持つ。熱心な末日聖徒イエス・キリスト教会の教会員であり、信者向けの信仰書も執筆している。
著書『完訳 7つの習慣 -人格主義の回復』は3000万部以上の売上げを記録し、日本でも200万部以上が販売されている。さらに38の言語にも翻訳され世界的なベストセラーとなる。また2002年、『フォーブス』誌の「もっとも影響を与えたマネジメント部門の書籍」のトップ10にランクインし、『チーフ・エグゼクティブ・マガジン』誌では「20世紀にもっとも影響を与えた2大ビジネス書」のひとつに選ばれる。
2012年7月16日、自転車事故の負傷がもとでアイダホ州アイダホフォールズの病院で死去。79歳没。

## 著書

### 単著
- スティーヴン・コーヴィー『人生を成功させる7つの秘訣』日下公人・土屋京子訳、講談社、1990年9月。ISBN 4-06-204983-X。
- 『7つの習慣 成功には原則があった！ 個人、家庭、会社、人生のすべて』ジェームス・スキナー・川西茂訳、キング・ベアー出版、1996年12月。ISBN 4-906638-01-5。
  - 『7つの習慣 成功には原則があった！ 個人、家庭、会社、人生のすべて』 10の映像作品DVD付属、ジェームス・J・スキナー・川西茂訳、キングベアー出版、2005年5月。ISBN 4-906638-33-3。
  - 『7つの習慣 成功には原則があった！ 個人、家庭、会社、人生のすべて』 解説DVD付、ジェームス・J・スキナー・川西茂訳、キングベアー出版、2008年8月。ISBN 978-4-906638-72-7。
  - 『7つの習慣 成功には原則があった！ 個人、家庭、会社、人生のすべて』 コヴィー博士からのメッセージCD付、ジェームス・J・スキナー・川西茂訳、キングベアー出版、2009年8月。ISBN 978-4-86394-000-0。
  - 『7つの習慣 成功には原則があった！ 個人、家庭、会社、人生のすべて』 著者スティーヴン・R・コーヴィー博士来日講演のDVD特典付、ジェームス・J・スキナー・川西茂訳、キングベアー出版、2011年6月。ISBN 978-4-86394-016-1。
- 『7つの習慣 ファミリー 家族実践編 家族にも原則があった！』 上、ジェームス・スキナー・川西茂訳、キングベアー出版、1998年10月。ISBN 4-906638-03-1。
- 『7つの習慣 ファミリー 家族実践編 家族にも原則があった！』 下、ジェームス・スキナー・川西茂訳、キングベアー出版、1998年10月。ISBN 4-906638-04-X。
  - 『7つの習慣 ファミリー』フランクリン・コヴィー・ジャパン株式会社訳（新訳）、キングベアー出版、2005年3月。ISBN 4-906638-31-7。
- 『7つの習慣 名言集』ジェームス・スキナー・川西茂訳、キングベアー出版、1999年4月。ISBN 4-906638-06-6。
- 『7つの習慣 原則中心リーダーシップ 21世紀を生きぬくための原則中心のパラダイム』フランクリン・コヴィー・ジャパン株式会社訳、キングベアー出版、2004年3月。ISBN 4-906638-26-0。
- 『第8の習慣 「効果」から「偉大」へ』フランクリン・コヴィー・ジャパン株式会社訳、キングベアー出版、2005年4月。ISBN 4-906638-32-5。
- フランクリン・コヴィー・ジャパン 編『7つの習慣 演習ノート ビジネス、プライベート、家庭で、効果的な人生を送るための 成功への原則がよくわかる！』キングベアー出版、2005年12月。ISBN 4-906638-38-4。
- 『ビジネスに活かす12のストーリー』フランクリン・コヴィー・ジャパン株式会社訳、キングベアー出版〈「7つの習慣」実践ストーリー 希望とインスピレーションあふれる 1〉、2006年2月。ISBN 4-906638-41-4。
- 『自分を変える12のストーリー』フランクリン・コヴィー・ジャパン株式会社訳、キング・ベアー出版〈「7つの習慣」実践ストーリー 希望とインスピレーションあふれる 2〉、2006年4月。ISBN 4-906638-42-2。
- 『マネジメントを考える8のストーリー』フランクリン・コヴィー・ジャパン株式会社訳、キングベアー出版〈「7つの習慣」実践ストーリー 希望とインスピレーションあふれる 3〉、2006年6月。ISBN 4-906638-43-0。
- 『家族を支える16のストーリー』フランクリン・コヴィー・ジャパン株式会社訳、キングベアー出版〈「7つの習慣」実践ストーリー 希望とインスピレーションあふれる 4〉、2008年8月。ISBN 978-4-906638-44-4。
- 『子どもたちに「7つの習慣」を リーダーシップ教育が生み出した奇跡』フランクリン・コヴィー・ジャパン訳、キングベアー出版、2009年2月。ISBN 978-4-906638-76-5。
- フランクリン・コヴィー・ジャパン 編『スティーブン・R・コヴィーの至言　新訳』キングベアー出版、2010年9月。ISBN 978-4-86394-013-0。

### 共著
- スティーブン・R・コヴィー、A・ロジャー・メリル・レベッカ・R・メリル『7つの習慣 最優先事項 「人生の選択」と時間の原則』宮崎伸治訳、キングベアー出版、2000年8月。ISBN 4-906638-11-2。
- スティーブン・R・コヴィー、デイビッド・K・ハッチ『偉大なる選択 偉大な貢献は、日常にある小さな選択から始まった』フランクリン・コヴィー・ジャパン訳、キング・ベアー出版、2008年12月。ISBN 978-4-906638-75-8。
- スティーブン・R・コヴィー、ジェニファー・コロシモ『グレート・キャリア　最高の仕事に出会い、偉大な貢献をするために』フランクリン・コヴィー・ジャパン訳、キングベアー出版、2010年5月。ISBN 978-4-86394-012-3。
- スティーブン・R・コヴィー、ロバート・A・ホイットマン・ブレック・イングランド『結果を出すリーダーになる』フランクリン・コヴィー・ジャパン訳、キング・ベアー出版、2010年2月。ISBN 978-4-86394-008-6。

### 監修
- スティーブン・R・コヴィー監修『まんがと図解でわかるスティーブン・R・コヴィーの7つの習慣　仕事、家族、人生…成功する人の原則が見えてくる!!』宝島社〈別冊宝島1805号 study〉、2011年10月。ISBN 978-4-7966-8362-3。

## 関連書籍
- スティーブン・M・R・コヴィー、レベッカ・R・メリル『スピード・オブ・トラスト 「信頼」がスピードを上げ、コストを下げ、組織の影響力を最大化する』フランクリン・コヴィー・ジャパン株式会社訳、キングベアー出版、2008年11月。ISBN 978-4-906638-74-1。 - スティーブン・R・コヴィーの長男であるスティーブン・M・R・コヴィーの著作。